# Округ Лоренс (Јужна Дакота)
Округ Лоренс (енгл. Lawrence County) је округ у америчкој савезној држави Јужна Дакота.

## Демографија
По попису из 2010. године број становника је 24.097, што је 2.295 (10,5%) становника више него 2000. године.
| Група             | 2000.          | 2010.          |
| Белци             | 20.631 (94,6%) | 22.349 (92,7%) |
| Афроамериканци    | 51 (0,2%)      | 91 (0,4%)      |
| Азијати           | 72 (0,3%)      | 158 (0,7%)     |
| Хиспаноамериканци | 396 (1,8%)     | 612 (2,5%)     |
| Укупно            | 21.802         | 24.097         |